# Praktica BCC
Die Praktica BCC ist eine einäugige Spiegelreflexkamera der Praktica-B-Baureihe des Herstellers Pentacon aus Dresden. Die in der DDR gefertigten Fotoapparate wurden auch  exportiert. Sie ist technisch gesehen eine Praktica BCA ohne Anschlussmöglichkeit für Motorwinder, ohne Selbstauslöser und ohne Belichtungskorrektur. Die Praktica BCC wurde  von 1979 bis 1990 mit einer Stückzahl von ca. 15.000 für den DDR-Binnenmarkt gebaut.

## Technische Merkmale
- elektronisch gesteuerter Metalllamellenverschluss mit stufenloser Belichtungszeit zwischen 1/1000 und 1 Sekunde
- mechanische Festzeit 1/60 Sekunde
- Praktica-Bajonettanschluss, EDC (elektronische Blendenkontrolle) zur TTL-Belichtungsmessung mit Cadmiumsulfid-Fotowiderstand
- Filmempfindlichkeit einstellbar von ASA 12 – 3200
- pentaprismischer Sucher mit 95 % Sichtfeld, dreifache Scharfstellmöglichkeit durch Schnittbild, Mikroprismenring und Einstellscheibe, rote grüne und gelbe LEDs zur Anzeige der gemessenen Belichtungszeit
- Blitzschuh mit X-Synchronisation (1/60 s)
- beim Öffnen der Rückwand rückstellendes Bildzählwerk, Auslösesperre
- 4xLR44 Batterie (V 28PX, 6 Volt)